# 1936年7月4日月食
1936年7月4日月食为一次在协调世界时1936年7月4日出現的月偏食。該次月食半影食分為1.303、全影食分為0.272。偏食維持了59分。

## 概述
這次月食的食分是18.90，偏食維持了59分。

## 基本參數
- 類型：月偏食
- 食甚資料：
  - 日期：1936年7月4日
  - 時間：17:25
  - 月球位置：赤經18.90度、赤緯-22.1度
  - 食分：半影食分：1.303、全影食分：0.272
  - 持續時間：偏食59分

## 外部連結
- NASA月食專頁（页面存档备份，存于）（英文）